# جائزة إيطاليا الكبرى 1989
جائزة إيطاليا الكبرى 1989 هو سباق فورمولا 1 أقيم بتاريخ 10 سبتمبر 1989 في حلبة مونزا، ميلانو، إيطاليا. كان الثاني عشر من أصل 16 في بطولة العالم لسباقات الفورمولا واحد موسم 1989. حلّ الفرنسي ألن بروست أولا بينما جاء النمساوي غيرهارد بيرغر في المركز الثاني وحصل على المركز الثالث البلجيكي تييري بوتسين.